# Alexis Denisof
Alexis Denisof (Salisbury, 25 februari 1966) is een Amerikaans acteur. Hij speelde onder meer de stijve Britse Wachter Wesley Wyndam-Pryce, die in 1999 geïntroduceerd werd in de televisieserie Buffy the Vampire Slayer en vervolgens vijf seizoenen een hoofdpersonage was van de spin-off Angel (1999-2004). Hiervoor werd hij zowel in 2001, 2003 als in 2004 genomineerd voor een Saturn Award.
Denisof stond voor het eerst voor de camera in George Harrisons videoclip bij het nummer Got My Mind Set on You uit 1987 (de versie met de speelautomaten, er bestaat ook een versie met een huiskamer waarin alles tot leven komt, zonder Denisof). Zijn filmdebuut volgde twee jaar later als Tony Zonis in de film Murder Story. Hoewel Denisof een Amerikaan is, speelde hij als Wesley Wyndam-Pryce in Buffy en Angel een uiterst Engels personage. Het accent was voor hem geen probleem omdat hij dertien jaar in Londen woonde. Toen Denisof terugkeerde in de Verenigde Staten, woonde hij een jaar bij Ted Danson en Mary Steenburgen in huis. Hij had Steenburgen ontmoet toen ze samen in de televisiefilm Noah's Ark zaten.
Denisof dankt zijn uitheemse achternaam aan zijn grootouders. Zijn opa was Russisch en zijn oma een Oekraïense. Zij emigreerden in de jaren '20 van de 20e eeuw naar New York, waar ze elkaar ontmoetten.

## Filmografie
- Guardians of the Galaxy (2014)
- The Avengers (2012)
- Much Ado about Nothing (2012)
- Tarzan & Jane (2002, stem)
- Beyond the City Limits (2001)
- Rogue Trader (1999)
- Noah's Ark (1999, televisiefilm)

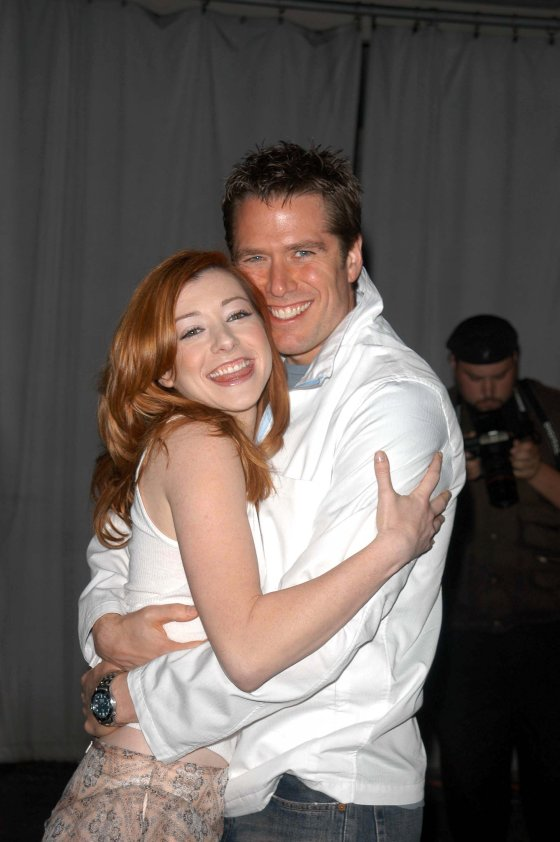
Denisof trouwde in 2003 met actrice Alyson Hannigan

- The Misadventures of Margaret (1998)
- Hostile Waters (1997, televisiefilm)
- Sharpe's Waterloo (1997, televisiefilm)
- Sharpe's Justice (1997, televisiefilm)
- Sharpe's Revenge (1997, televisiefilm)
- True Blue (1996)
- First Knight (1995)
- Innocent Lies (1995)
- Faith (1994, televisiefilm)
- Romeo & Juliet (1994, televisiefilm)
- Dakota Road (1992)
- La neige et le feu (1991, aka Snow and Fire)
- Murder Story (1989)

## Televisieseries
*Exclusief eenmalige gastrollen
- Finding Carter - David Wilson (2014-2015, 29 afleveringen)
- Grimm - Viktor Albert Wilhelm George Beckendorf (2013-2015, 17 afleveringen)
- H+ - Conall Sheehan (2012-2013, 5 afleveringen)
- Dollhouse - Senator Daniel Perrin (2009, 4 afleveringen)
- How I Met Your Mother - Sandy Rivers (2006 en 2011-2012, tien afleveringen)
- Angel - Wesley Wyndam-Pryce (1999-2004, 101 afleveringen)
- Buffy the Vampire Slayer - Wesley Wyndam-Pryce (1999, negen afleveringen)

## Privé
Denisof trouwde in 2003 met actrice Alyson Hannigan, die hij ontmoette op de set van Buffy. Samen hebben ze twee dochters. Hij speelde vanaf 2006 een gastrol in tien afleveringen van How I Met Your Mother, waarin zijn echtgenote sinds de start in 2005 een hoofdrol speelde.
- Bibsys: 11025759
- Biblioteca Nacional de España: XX1792104
- Bibliothèque nationale de France: cb14170950c (data)
- Gemeinsame Normdatei: 1061157857
- International Standard Name Identifier: 0000 0000 7826 3530
- Library of Congress Control Number: no2003029615
- Nederlandse Thesaurus van Auteursnamen: 371653711
- Système universitaire de documentation: 180661868
- Virtual International Authority File: 58765272
- WorldCat: E39PBJtMtcrdjRQXg7WftdrDv3